# 알렉산드리아 학파
알렉산드리아 학파(Alexandrian school)는 이집트의 수도 알렉산드리아를 중심으로 문학, 철학, 의학, 그리고 헬레니즘과 로마제국 시대 학문의 통합적인 학파다. 보통 기독교 신학 전통과 관련하여 자주 사용한다. 이와 반대되는 역사적 문법적 방법을 강조한 안디옥 학파가 있다. 알렉산드리아는 그리스와 오리엔트 영향을 흡수해서 학문으로 유명한 중심지가 되었다.
이 학파는 주로 181-451년에 이집트 알렉산드리아에서 왕성한 활동을 보여준 학파다. 알렉산드리아에는 필론이 살았는데 기독교 신학의 방법과 해석에 큰 영향을 주었다. 필론은 특별히 플라톤의 철학을 창세기를 비롯한 그의 성경해석에 적용하였다. 이 학파는 그리스도론에 관한 주장에서 성부와 성자의 동일본질을 주장한 삼위일체 발전에 큰 공헌을 하였으며, 성경해석에서는 알레고리적 해석에 강조점을 두었다. 대표적인 학자가 바로 오리겐이었다. 이 학파가 세운 학교가 알렉산드리아 교리학교다.

## 같이 보기
- 안디옥 학파
- 알렉산드리아 교리학교
- 필론
- 역사적 문법적 방법
- 알레고리